# Pöysäri
Pöysäri är en ö i Finland. Den ligger i Finska viken och i kommunen Fredrikshamn i den ekonomiska regionen  Kotka-Fredrikshamn i landskapet Kymmenedalen, i den södra delen av landet. Ön ligger omkring 40 kilometer öster om Kotka och omkring 150 kilometer öster om Helsingfors. 
Öns area är 1,1 hektar och dess största längd är 160 meter i nord-sydlig riktning. Det finns inga samhällen i närheten.